# Robert Glöckner
Robert Glöckner (* 9. August 1996) ist ein deutscher Basketballspieler auf der Position des großen Flügelspielers (Power Forward). Er stand bis 2018 im Kader des Bundesligisten Alba Berlin und spielte mit einer Doppellizenz für den SSV Lok Bernau.

## Spielerlaufbahn
Glöckner begann im Alter von sieben Jahren in der Jugend von Alba Berlin mit dem Basketball. In der Saison 2012/13 stand er erstmals im Aufgebot der zweiten Herrenmannschaft des Hauptstadtklubs in der ersten Regionalliga. 2014 gewann er mit Alba den deutschen Meistertitel in der U19. In der Saison 2015/16 bestritt er in der Basketball-Bundesliga drei Kurzeinsätze für die Berliner, im Februar 2016 unterschrieb er einen Profivertrag bis 2018. Zur Saison 2016/17 erhielt er eine Doppellizenz für den SSV Lok Bernau, um in der 2. Bundesliga ProB weitere Erfahrung zu sammeln. Glöckner spielte bis 2018 in Bernau.

### Nationalmannschaft
Glöckner bestritt in der Altersklasse U16 Länderspiele für die deutsche Nationalmannschaft.